# Fort Bascom (Nouveau-Mexique)
Pour les articles homonymes, voir Bascom.
Le fort Bascom, fondé en 1863 dans le territoire du Nouveau-Mexique, est situé sur la Canadian dans le comté de San Miguel, légèrement à l'ouest de la frontière du Texas.  
Le fort est nommé en l'honneur du capitaine George Nicholas Bascom (en), qui a été tué durant la guerre de Sécession le 21 février 1862, lors de la défense du fort Craig contre les forces confédérées lors de la bataille de Valverde au Nouveau-Mexique.
C'est l'un des forts créés par le général James Henry Carleton pour contrôler les Comanches et les Kiowas qui fréquentent le Llano Estacado au Texas et le Rio Grande. Il participe aussi à l'arrêt du commerce de biens volés par les soi-disant Comancheros.
Kit Carson a engagé les Comanches et le Kiowas lors de la première bataille d'Adobe Walls au cœur du Texas Panhandle.
Le fort est abandonné en 1870.